# Sajpułła Absaidow
Sajpułła Atawowicz Absaidow (ros. Сайпулла Атавович Абсаидовв; ur. 14 lipca 1958 w Tarkach) – radziecki zapaśnik startujący w stylu wolnym. Złoty medalista olimpijski z Moskwy 1980 w kategorii 68 kg.
Mistrz świata w 1981. Mistrz Europy w 1980 i drugi w 1978. Pierwszy w Pucharze Świata w 1978. Mistrz świata juniorów w 1977. Mistrz Europy młodzieży w 1976 i 1978 roku.
Mistrz ZSRR w 1980 i 1981; trzeci w 1979 roku.